# Божо Анђелић
Божо Анђелић (Цетиње, 16. март 1992) је црногорски рукометаш, висок 186 цм и тежак 86 кг. Тренутно наступа за РК Црвена звезда. Игра на позицији средњег бека и јуниорски је репрезентативац Црне Горе.